# FLAG (химиотерапия)
FLAG в контексте химиотерапии обозначает общепринятый в онкогематологии акроним для режима химиотерапии, используемого при лечении рецидивов или рефрактерного острого миелоидного лейкоза, а также острого лимфоидного лейкоза, некоторых видов лимфом и бластных кризов при хроническом миелоидном и хроническом лимфоидном лейкозах.
Стандартный режим FLAG состоит из:
1. Флударабина — (FL)udarabine;
2. Высокодозного Цитарабина — (A)ra-C;
3. Гранулоцитарного колониестимулирующего фактора — (G)-CSF, с целью уменьшения постхимиотерапевтической лейкопении.[1]

Существуют также интенсифицированные версии, в которых к стандартному режиму FLAG добавляется третий химиотерапевтический агент:
FLAG-IDA или FLAG-Ida или IDA-FLAG или Ida-FLAG — это основанный на FLAG режим, к которому добавлен идарубицин, то есть:
1. Флударабин — (FL)udarabine;
2. Высокодозный Цитарабин — (A)ra-C;
3. Гранулоцитарный колониестимулирующий фактор — (G)-CSF;
4. Идарубицин — (IDA)rubicin.[2][3][4]

Mito-FLAG или MITO-FLAG или FLAG-MITO или FLAG-Mito или FLANG — это другая модификация FLAG, с добавлением митоксантрона, то есть:
1. Флударабин — (FL)udarabine;
2. Высокодозный Цитарабин — (A)ra-C;
3. Гранулоцитарный колониестимулирующий фактор — (G)-CSF;
4. Митоксантрон — (Mito)xantrone или Novantrone.[5][6]

T-FLAG или Topo-FLAG или FLAG-T или FLAG-Topo — модификация FLAG с добавлением топотекана, то есть:
1. Флударабин — (FL)udarabine;
2. Высокодозный Цитарабин — (A)ra-C;
3. Гранулоцитарный колониестимулирующий фактор — (G)-CSF;
4. Топотекан — (T)opotecan.[7]

FLAMSA — ещё одна модификация FLAG с добавлением амсакрина, то есть:
1. Флударабин — (FL)udarabine;
2. Высокодозный Цитарабин — (A)ra-C;
3. Гранулоцитарный колониестимулирующий фактор — (G)-CSF;
4. Амсакрин — (AMSA)crine.[8][9][10][11][12][13][14]

## Режим дозирования

### Стандартный FLAG без каких-либо добавлений
| Лекарство                  | Доза             | Путь введения | Дни                                                           |
| -------------------------- | ---------------- | --- | ------------------------------------------------------------- |
| Флударабин — (FL)udarabine | 30 мг/м2 в сутки | Внутривенная инфузия в течение 30 минут, каждые 12 часов в разделённых дозах                                                                  | Дни 1-5                                                       |
| Цитарабин — (A)ra-C        | 2000 мг/м2       | Внутривенная инфузия в течение 30 минут, каждые 12 часов в разделённых дозах, начало инфузии через 4 часа после окончания инфузии флударабина | Дни 1-5                                                       |
| Филграстим — (G)-CSF       | 5 мкг/кг         | Подкожная инъекция | Начиная с 6-го дня и до восстановления количества нейтрофилов |

### FLAG-IDA
| Лекарство                  | Доза               | Путь введения | Дни                                                           |
| -------------------------- | ------------------ | --- | ------------------------------------------------------------- |
| Флударабин — (FL)udarabine | 30 мг/м2 в сутки   | Внутривенная инфузия в течение 30 минут, каждые 12 часов в разделённых дозах                                                                 | Дни 1-5                                                       |
| Цитарабин — (A)ra-C        | 2000 мг/м2 в сутки | Внутривенная инфузия в течение 4 часов, каждые 12 часов в разделённых дозах, начало инфузии через 4 часа после окончания инфузии флударабина | Дни 1-5                                                       |
| Идарубицин — (IDA)rubicin  | 10 мг/м2           | Внутривенно болюсно | Дни 1-3                                                       |
| Филграстим — (G)-CSF       | 5 мкг/кг           | Подкожная инъекция | Начиная с 6-го дня и до восстановления количества нейтрофилов |

### Mito-FLAG
| Лекарство                     | Доза       | Режим введения | Дни цикла                                                     |
| ----------------------------- | ---------- | --- | ------------------------------------------------------------- |
| Флударабин — (FL)udarabine    | 30 мг/м2   | Внутривенная инфузия в течение 30 минут, каждые 12 часов в разделённых дозах                                                                  | Дни 1-5                                                       |
| Цитарабин — (A)ra-C           | 2000 мг/м2 | Внутривенная инфузия в течение 30 минут, каждые 12 часов в разделённых дозах, начало инфузии через 4 часа после окончания инфузии флударабина | Дни 1-5                                                       |
| Митоксантрон — (Mito)xantrone | 7 мг/м2    | Внутривенная инфузия | Дни 1, 3 и 5                                                  |
| Филграстим — (G)-CSF          | 5 мкг/кг   | Подкожно | Начиная с 6-го дня и до восстановления количества нейтрофилов |

### T-FLAG
| Лекарство                  | Доза       | Режим введения                                                                                           | Дни цикла                                                     |
| -------------------------- | ---------- | --- | ------------------------------------------------------------- |
| Флударабин — (FL)udarabine | 30 мг/м2   | Внутривенная инфузия в течение 30 минут                                                                  | Дни 1-4                                                       |
| Цитарабин — (A)ra-C        | 2000 мг/м2 | Внутривенная инфузия в течение 30 минут, начало инфузии через 4 часа после окончания инфузии флударабина | Дни 1-4                                                       |
| Топотекан — (T)opotecan    | 2 мг/м2    | Внутривенная инфузия в течение 30 минут                                                                  | Дни 1-4                                                       |
| Филграстим — (G)-CSF       | 5 мкг/кг   | Подкожно                                                                                                 | Начиная с 5-го дня и до восстановления количества нейтрофилов |

### FLAMSA
| Лекарство                  | Доза       | Режим введения | Дни цикла                                    |
| -------------------------- | ---------- | --- | -------------------------------------------- |
| Флударабин — (FL)udarabine | 30 мг/м2   | Внутривенная инфузия в течение 30 минут, каждые 12 часов в разделённых дозах                                                                 | Дни 1-4                                      |
| Цитарабин — (A)ra-C        | 2000 мг/м2 | Внутривенная инфузия в течение 4 часов, каждые 12 часов в разделённых дозах, начало инфузии через 4 часа после окончания инфузии флударабина | Дни 1-4                                      |
| Амсакрин — (AMSA)crine     | 100 мг/м2  | Внутривенная инфузия | Дни 1-4                                      |
| Филграстим                 | 5 мкг/кг   | Подкожная инъекция | Начиная с 5-го дня или со дня трансплантации |